# Клепач, Прокофий Фёдорович
Прокофий Фёдорович Клепач (1919—2001) — капитан Советской Армии, участник Великой Отечественной войны, Герой Советского Союза (1945).

## Биография
Прокофий Клепач родился 21 февраля 1919 года в селе Клепачи (ныне — Хорольский район Полтавской области Украины). После окончания Велико-Сорочинского педагогического техникума работал учителем средней школы. В 1939 году Клепач был призван на службу в Рабоче-крестьянскую Красную армию. Участвовал в боях советско-финской войны. В 1942 году Клепач окончил курсы младших лейтенантов. Участвовал в битве за Москву, освобождении Смоленской области, Белорусской ССР, боях в Восточной Пруссии. За время войны шесть раз был ранен.
К сентябрю 1943 года капитан Прокофий Клепач командовал 2-м стрелковым батальоном 1106-го стрелкового полка 331-й стрелковой дивизии 31-й армии 3-го Белорусского фронта. Его батальон принимал активное участие в боях за освобождение города Ярцево Смоленской области, а затем и непосредственно за сам Смоленск. По пути в Смоленск батальон разгромил немецкую колонну, освободив большое количество советских граждан. Батальон Клепача незаметно для противника пробрался в центр города (ныне — площадь Победы) и водрузил Красное Знамя над зданием гостиницы «Смоленск». Впоследствии за этот подвиг Клепачу было присвоено звание Почётного гражданина Смоленска.

Могила Клепача П.Ф.

Особо отличился во время боёв за освобождение Белорусской ССР. Батальон Клепача получил задание пройти в немецкий тыл, переправиться через Березину и перерезать пути отступления вражеским войскам в районе города Борисова Минской области. Клепач одним из первых переправился через реку и принял активное участие в боях с противником, лично уничтожив 17 вражеских солдат и офицеров. Утром 1 июля 1944 года батальон Клепача ворвался в Борисов и принял активное участие в его освобождении.
Указом Президиума Верховного Совета СССР от 24 марта 1945 года за «мужество и героизм, проявленные при форсировании Березины и освобождении города Борисов» капитан Прокофий Клепач был удостоен высокого звания Героя Советского Союза с вручением ордена Ленина и медали «Золотая Звезда» за номером 7316.
В 1946 году Клепач был уволен в запас. В 1954 году он окончил Полтавский педагогический институт, после чего работал сначала директором промкомбината, затем инженером на Хорольской фабрике хозяйственных изделий. Скончался 3 августа 2001 года, похоронен на центральном кладбище Хорола.
Был также награждён орденом Октябрьской Революции, тремя орденами Красного Знамени, орденами Суворова 3-й степени, Отечественной войны 1-й степени, Красной Звезды, рядом медалей.